# اتفاقية الدفاع المتبادل بين الولايات المتحدة والمملكة المتحدة لعام 1958
اتفاقية الدفاع المتبادل بين الولايات المتحدة والمملكة المتحدة لعام 1958، أو اتفاقية الدفاع المتبادل بين المملكة المتحدة والولايات المتحدة، هي معاهدة ثنائية بين الولايات المتحدة والمملكة المتحدة بشأن التعاون في مجال الأسلحة النووية. الاسم الكامل للمعاهدة هو اتفاق بين حكومة الولايات المتحدة الأمريكية وحكومة المملكة المتحدة لبريطانيا العظمى وأيرلندا الشمالية للتعاون في استخدامات الطاقة الذرية لأغراض الدفاع المتبادل. تسمح للولايات المتحدة والمملكة المتحدة بتبادل المواد والتكنولوجيا والمعلومات النووية. في حين أن الولايات المتحدة لديها اتفاقيات تعاون نووي مع دول أخرى، بما في ذلك فرنسا ودول الناتو الأخرى، فإن هذه الاتفاقية هي الأكثر شمولاً. وبسبب القيمة الاستراتيجية للاتفاقية بالنسبة لبريطانيا، أطلق هارولد ماكميلان (رئيس الوزراء الذي ترأس انضمام المملكة المتحدة إلى الاتفاقية) عليها اسم «الجائزة الكبرى».  
وقعت المعاهدة في 3 يوليو 1958، بعد أن صدم الاتحاد السوفييتي الجمهور الأمريكي بإطلاق سبوتنك 1 في 4 أكتوبر 1957، واختبر برنامج القنبلة الهيدروجينية البريطاني قنبلة هيدروجينية بنجاح في اختبار عملية غرابل في 8 نوفمبر. أثبتت العلاقة الإنجليزية الأمريكية الخاصة أنها مفيدة للطرفين، على الرغم من أنها لم تكن متساوية، كانت الولايات المتحدة (وما زالت) أكبر بكثير من بريطانيا عسكريًا واقتصاديًا. سرعان ما أصبحت بريطانيا تعتمد على الولايات المتحدة في أسلحتها النووية، إذ كانت تفتقر إلى الموارد اللازمة لإنتاج مجموعة من التصاميم. سمحت المعاهدة بتزويد بريطانيا بالأسلحة النووية الأمريكية من خلال المشروع إي، لاستخدامها من قبل سلاح الجو الملكي وجيش الراين البريطاني.
نصت المعاهدة على بيع غواصة كاملة بمحطة دفع نووي إلى المملكة المتحدة، بالإضافة إلى تزويد المملكة المتحدة باليورانيوم المخصب لعشر سنوات لتغذية المحطة بالوقود. حصلت المملكة المتحدة على مواد نووية أخرى من الولايات المتحدة بموجب المعاهدة. أُرسل حوالي 5.4 طن من البلوتونيوم المنتج في المملكة المتحدة إلى الولايات المتحدة مقابل 6.7 كيلوغرام (15 رطل) من التريتيوم و7.5 طن من اليورانيوم عالي التخصيب (إتش إي يو) بين عامي 1960 و1979، بالرغم من عدم استخدام معظم اليورانيوم عالي التخصيب في مجال الأسلحة، بل كوقود للأسطول المتنامي من الغواصات النووية البريطانية. مهدت المعاهدة الطريق لاتفاقية بولاريس للمبيعات، وحصلت البحرية الملكية البريطانية في نهاية المطاف على أنظمة أسلحة كاملة، مع استخدام برنامج بولاريس البريطاني وبرنامج ترايدنت النووي الصواريخ الأمريكية مع رؤوس نووية بريطانية.
عُدلت وجُددت المعاهدة تسع مرات. مُدد التجديد الأخير حتى 31 ديسمبر 2024.

## خلفية

### اتفاقية كيبيك
خلال الجزء الأول من الحرب العالمية الثانية، كان لبريطانيا مشروع أسلحة نووية، أطلق عليه اسم سبائك الأنابيب. في مؤتمر كيبيك الأول (الرباعي) في أغسطس 1943، وقع رئيس وزراء المملكة المتحدة، ونستون تشرشل ورئيس الولايات المتحدة، فرانكلين روزفلت، اتفاقية كيبيك، التي دمجت سبائك الأنابيب مع مشروع مانهاتن الأمريكي لإنشاء مشروع مشترك بريطاني وأمريكي وكندي. أسست اتفاقية كيبيك لجنة السياسة المشتركة وصندوق التنمية المشتركة لتنسيق جهودهما. شارك العديد من كبار علماء بريطانيا في مشروع مانهاتن.
امتد كل من التعاون التجاري والعسكري إلى فترة ما بعد الحرب بعد مذكرة هايد بارك في سبتمبر 1944، لكن روزفلت توفي في 12 أبريل 1945، والمذكرة لم تكن ملزمة للإدارات اللاحقة لإدارة روزفلت. في الواقع، كانت المذكرة قد فُقدت. عندما أثار المشير الميداني هنري ميتلاند ويلسون المسألة في اجتماع لجنة السياسات المشتركة في يونيو 1945، لم يُعثر على النسخة الأمريكية. نصت اتفاقية كيبيك على أن الأسلحة النووية لن تستخدم ضد دولة أخرى دون موافقة متبادلة. في 4 يوليو، أعطى ويلسون موافقة بريطانية لاستخدام الأسلحة النووية ضد اليابان. في 8 أغسطس بعث رئيس الوزراء كليمنت أتلي برسالة إلى الرئيس هاري ترومان أشار فيها إلى أنفسهم بـ «رؤساء الحكومات الذين يسيطرون على هذه القوة العظيمة».

## إدارة ترومان
كانت الحكومة البريطانية على ثقة من أن الولايات المتحدة ستواصل مشاركتها التكنولوجيا النووية، التي اعتبرتها اكتشافًا مشتركًا. في 9 نوفمبر 1945، ذهب أتلي ورئيس وزراء كندا، ماكنزي كينغ، إلى العاصمة واشنطن للتشاور مع ترومان حول التعاون المستقبلي في مجالي الأسلحة النووية والطاقة النووية. جعلت مذكرة نوايا وقعوا عليها في 16 نوفمبر 1945 من كندا شريكًا كاملاً، واستبدلت شرط اتفاقية كيبيك «بالموافقة المتبادلة» قبل استخدام الأسلحة النووية بـ «التشاور المسبق». كان من المفروض أن يتوصلوا إلى «تعاون كامل وفعال في مجال الطاقة الذرية»، لكن سرعان ما أصيب البريطانيون بخيبة أمل، إذ كان التعاون فقط «في مجال البحث العلمي الأساسي». 
انتهى التعاون التقني بموجب قانون الطاقة الذرية للولايات المتحدة لعام 1946 (قانون مكماهون)، الذي منع تمرير «البيانات المحظورة» إلى حلفاء الولايات المتحدة تحت طائلة عقوبة الموت. نتج ذلك جزئياً عن توقيف الفيزيائي البريطاني ألان نان ماي في فبراير 1946 بتهمة التجسس، بينما كان التشريع قيد المناقشة. خوفًا من عودة الانعزالية الأمريكية، وفقدان بريطانيا مكانتها كقوة عظمى، استأنفت الحكومة البريطانية جهودها التطويرية الخاصة بها، تحت الاسم الرمزي البحوث للمتفجرات الشديدة.
بحلول نهاية عام 1947، خُزن 1900 طن إنجليزي (1900 طن) من خام اليورانيوم من الكونغو البلجيكية لصالح صندوق التنمية المشتركة في سبرينغفيلدز، بالقرب من برستون في لانكشر، كجزء من اتفاقية المشاركة في زمن الحرب، إلى جانب 1350 طنًا إنجليزيًا (1370 طن) للاستخدام البريطاني. لكي يصل الأمريكيون إلى المخزون من أجل مشروع الأسلحة النووية الخاص بهم، فتح الأمريكيون مفاوضات أدت إلى تسوية مؤقتة، وهي اتفاقية وقعت في 7 يناير 1948. وقد أنهى هذا رسميًا جميع الاتفاقيات السابقة بما في ذلك اتفاقية كيبيك. أزالت التسوية حق التشاور البريطاني بشأن استخدام الأسلحة النووية، وسمحت بمشاركة محدودة للمعلومات التقنية بين الولايات المتحدة وبريطانيا وكندا، واستمرت لجنة السياسات المشتركة وصندوق التنمية المشتركة، على الرغم من إعادة تسمية الصندوق باسم وكالة التنمية المشتركة.
في عام 1949، عرض الأمريكيون جعل القنابل الذرية في الولايات المتحدة متاحة لبريطانيا لاستخدامها إذا وافق البريطانيون على الحد من برنامج القنابل الذرية. كان هذا سيعطي بريطانيا أسلحة نووية في وقت أقرب بكثير من التاريخ المستهدف للمشروع الخاص بهم في أواخر عام 1952. ستخزن مكونات القنبلة التي تتطلبها خطط الحرب في المملكة المتحدة فقط ، وسيُحتفظ بالباقي في الولايات المتحدة وكندا. رفض البريطانيون العرض على أساس أنه «لا يتوافق مع وضعنا كقوة من الدرجة الأولى للاعتماد على الآخرين للحصول على أسلحة ذات أهمية قصوى».
كعرض مقابل، اقترح البريطانيون الحد من البرنامج البريطاني مقابل القنابل الأمريكية. معارضة كبار المسؤولين الأمريكيين، بما في ذلك لويس ستراوس من هيئة الطاقة الذرية الأمريكية (إيه إي سي)، والسيناتور بورك بي. هيكنلوبر وأرثر فاندنبرغ من اللجنة المشتركة للطاقة الذرية (جاي سي إيه إي)، إلى جانب المخاوف الأمنية التي أثارها اعتقال الفيزيائي البريطاني كلاوس فوكس في 2 فبراير 1950 كجاسوس ذري، تسبب في إسقاط الاقتراح. عزز انشقاق دونالد ماكلين، الذي كان يعمل كعضو بريطاني في لجنة السياسة المشتركة في الفترة من يناير 1947 إلى أغسطس 1948، عدم ثقة الأمريكيين في الترتيبات الأمنية البريطانية.